# Конузин, Александр Васильевич
Алекса́ндр Васи́льевич Кону́зин (25 декабря 1947) — российский дипломат. Чрезвычайный и полномочный посол (2009).

## Биография
В 1971 году окончил МГИМО МИД СССР. Владеет английским и французским языками.
С 1971 года — на дипломатической работе. Работал в посольствах в Камеруне (1971—1973), Габоне (1974—1978), Алжире (1981—1986).
- В 1991—1996 годах — советник Посольства СССР/Российской Федерации во Французской Республике.
- В 1996—2001 годах — старший советник, заместитель директора Департамента международных организаций МИД России.
- В 2001—2005 годах — старший советник, первый заместитель постоянного представителя Российской Федерации при ООН в Нью-Йорке (США)[2].
- В 2005—2008 годах — директор Департамента международных организаций МИД России.
- С 27 марта 2008 по 26 сентября 2012 года — чрезвычайный и полномочный посол Российской Федерации в Республике Сербия[3][4].18 апреля 2008 года вручил президенту Республики Сербии Борису Тадичу верительные грамоты.

## Семья
Женат. Имеет дочь.

## Награды
- Медаль ордена «За заслуги перед Отечеством» II степени (25 сентября 2000) — за большой вклад в урегулирование межтаджикского конфликта[5]
- Знак отличия «За безупречную службу» XXX лет (25 января 2008 года) — за большой вклад в реализацию внешнеполитического курса Российской Федерации, многолетнюю безупречную дипломатическую службу[6]
- Благодарность президента Российской Федерации (14 июня 2012) — за вклад в реализацию внешнеполитического курса Российской Федерации[7]
- Орден Белого ангела I степени (2011, Епархия Милишевская Сербской православной церкви) — за вклад в развитие российско-сербских отношений и поддержку сербского народа[8][9]
- Почётный гражданин Земуна (2011, Белград, Сербия)[10]
- Орден Святого Саввы I степени (2012, Сербская православная церковь)[11]

## Дипломатические ранги
- Чрезвычайный и полномочный посланник 2 класса (27 июня 2001)[12]
- Чрезвычайный и полномочный посланник 1 класса (28 декабря 2004)[13]
- Чрезвычайный и полномочный посол (11 марта 2009)[14].